# Sunshine Hit Me
Albums de The Bees
Free The Bees
(2004)
Sunshine Hit Me est le premier album de The Bees, sorti en 2002.

## L'album
Il a fait partie des 1001 albums qu'il faut avoir écoutés dans sa vie dans la première édition en 2006 mais n'y figure plus dans la réédition de 2010. 

### Titres
Tous les titres sont de Paul Butler et Aaron Fletcher, sauf mentions. 
1. Punchbag (3:38)
2. Angryman (4:06)
3. No Trophy (Paul Butler, Aaron Fletcher, Michael Clevitt) (3:26)
4. Binnel Bay (2:57)
5. Sunshine (Paul Butler, Aaron Fletcher, James Nye) (3:27)
6. A Minha Menina (Jorge Ben) (2:48)
7. This Town (2:59)
8. Sweet Like a Champion (4:27)
9. Lying in the Snow (3:52)
10. Zia (Paul Butler, Aaron Fletcher, James Nye) (4:12)
11. Sky Holds the Sun (3:39)

### Musiciens
- Paul Butler :  voix
- Aaron Fletcher : voix
- Michael Clevitt : basse
- James Nye : claviers, saxophone